# Zásmuky (zámek)
Zámek Zásmuky se nachází v okrese Kolín v obci Zásmuky (asi 16 km jihozápadně od Kolína), nedaleko od silnice, která prochází obcí a směřuje z Prahy na Kutnou Horu. Areál raně barokního zámku ze 17. století je od roku 1965 kulturní památkou.

## Historie
Na místě dnešního zámku vznikla pravděpodobně tvrz kolem roku 1350 za Ctibora ze Zásmuk. Podle průzkumů tvrz měla tři křídla a její zbytky včetně gotických portálů se dochovaly ve sklepeních zámecké stavby. Rod Zásmuckých tu sídlil až do druhé poloviny 15. století. Pak se vystřídalo několik majitelů. V roce 1533 koupil tvrz, už poněkud zanedbanou, hejtman Kouřimského kraje Adam z Říčan, a nechal ji přestavět na dvoupatrový renesanční zámek čtvercového půdorysu. Jeho syn Zdislav ale panství zadlužil, v roce 1583 ho ve veřejné dražbě koupil Jan Vchynský z Vchynic (1536–1590). Během třicetileté války bylo zpustošeno. V roce 1637 získal Zásmuky Jaroslav Rudolf ze Šternberka (1595–1638) a s rodem Šternberků už zůstalo panství spojeno až do 21. století.
Po roce 1653 za Adolfa Vratislava ze Šternberka (1627–1703) byl zámek upraven v raně barokním stylu, na jeho východní straně vznikl park a na severovýchodě byl areál doplněn o nové hospodářské budovy s věží a vstupní bránou. Dílčí úpravy byly ještě provedeny kolem roku 1700 a včetně grotty postavené v téže době v parku bývají připisovány Giovanni Battistovi Alliprandimu.
Úprava a modernizace areálu proběhla v letech 1901–1908 za Leopolda Alberta ze Šternberka (1865–1937).
V roce 1942 zámek zabavili Němci a v letech 1943–1945 tu byl vojenský archiv zbraní SS, v roce 1945 zámek krátce obsadilo velitelství Rudé armády a pak československá armáda; ta v roce 1959 zámecký areál přeměnila na sklady, došlo k některým devastujícím úpravám interiérů i exteriéru celého objektu a v roce 1982 zámek částečně vyhořel.
V roce 1992 byl zámek v rámci restitucí předán Franzisce Dianě Sternbergové (* 1936), která pak začala s jeho opravami. V roce 2011 se stala majitelkou její dcera Alexandra, provdaná Hardeggová (* 1966); ta je majitelkou i v současné době (2020).

## Popis

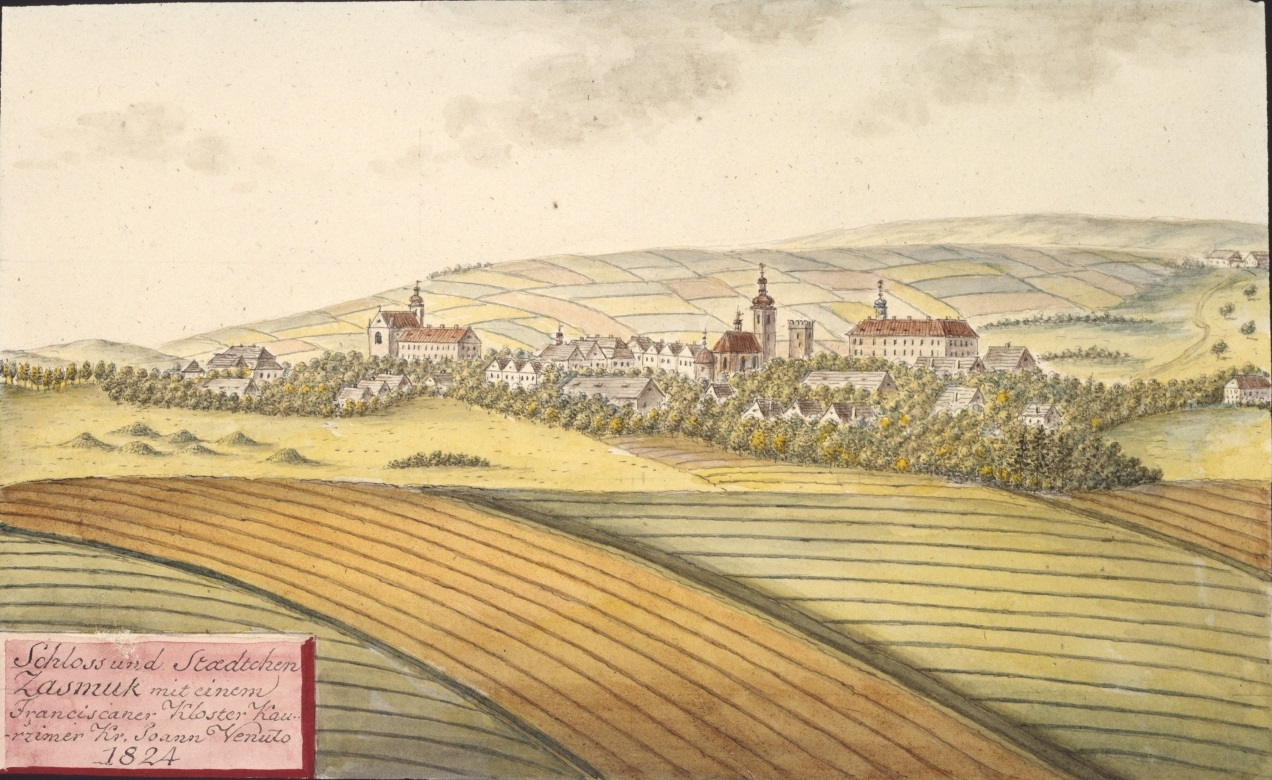
Zámek (vpravo) a jeho okolí v roce 1824

Zámecký areál v Zásmukách leží na západní straně Komenského náměstí a tvoří ho několik objektů, především hlavní budova (čp. 1), takzvaný Starý zámek (čp. 380), Nový zámek (čp. 383 a 384) a park s grottou. Areál doplňují ještě menší stavby: správní budova (čp. 381), domek čp. 382, stodola, hradní zeď a plot s branou.
Hlavní budova je čtyřkřídlá, dvoupatrová a je obrácená hlavním průčelím k severu; vznikla přestavbami původní gotické tvrze. V severovýchodním rohu nádvoří je štíhlá, pětipatrová hranolová věž. V prvním patře západního křídla jsou i malované trámové stropy, zachované z renesanční podoby zámku v polovině 16. století. V severním křídle je dvoupatrová zámecká kaple sv. Václava.
Souběžně se západním křídlem hlavní budovy stojí jednopatrový objekt tzv. Starého zámku, který pravděpodobně vznikl na místě dřívějšího opevnění současně s barokní přestavbou hlavní budovy, tedy v 50. letech 17. století. Jednalo se původně o hospodářské stavení s konírnami a byty pro personál, dochovaly se i zbytky zámeckého divadla.
Mezi východním průčelím hlavní budovy a Komenského náměstím je zámecký park, ohrazený na jižní straně zdí a na východě u náměstí oplocením s mřížemi. Na severu park uzavírá jižní křídlo budovy Nového zámku. V parku je kašna a také nevelká obdélníková stavba zahradního pavilonu, označovaná někdy jako grotta, jindy i jako sala terrena. Pavilon je trojlodní, s oválnou střední síní, a na východní fasádě se dochovala ornamentální mozaika z oblázků.
Nový zámek je dvoukřídlá patrová budova, její jižní křídlo je vedle parku, ve východním křídle je čtyřpatrová hranolová věž se vstupní bránou do celého areálu, opatřenou barokním portálem se znakem Šternberků. V přízemí je dlouhý klenutý Rytířský sál.
Na zámecký areál navazuje na západě zámecká obora, táhnoucí se na sever po stranách potoka Špandava a založená již koncem 16. století. Původně měla rozlohu asi 50 ha a patřila k ní i bažantnice, která byla v polovině 18. století oddělena silnicí z Prahy do Kutné Hory. Pod silnicí se dochoval kamenný propustek pro zvěř označovaný jako Jelení tunel, severně od silnice je naučná stezka Zásmucká bažantnice.

## Zajímavosti
V blízkém okolí zásmuckého zámku je několik dalších pozoruhodných památek:
- Bývalý františkánský klášter s kostelem sv. Františka Serafinského (z konce 17. století, pod klášterním kostelem je umístěna rodová kaple Šternberků)[8]
- Neorománský kostel Nanebevzetí Panny Marie (z let 1900–1903) s pozdně barokní kaplí Kalvárie (z 18. století)[9]
- Barokní mariánský sloup (z roku 1700)[10]
- Neogotická budova trafostanice s městským znakem (z roku 1914)[11]
- Barokní kamenný most se 4 oblouky (z konce 17. století)[12]

## Galerie

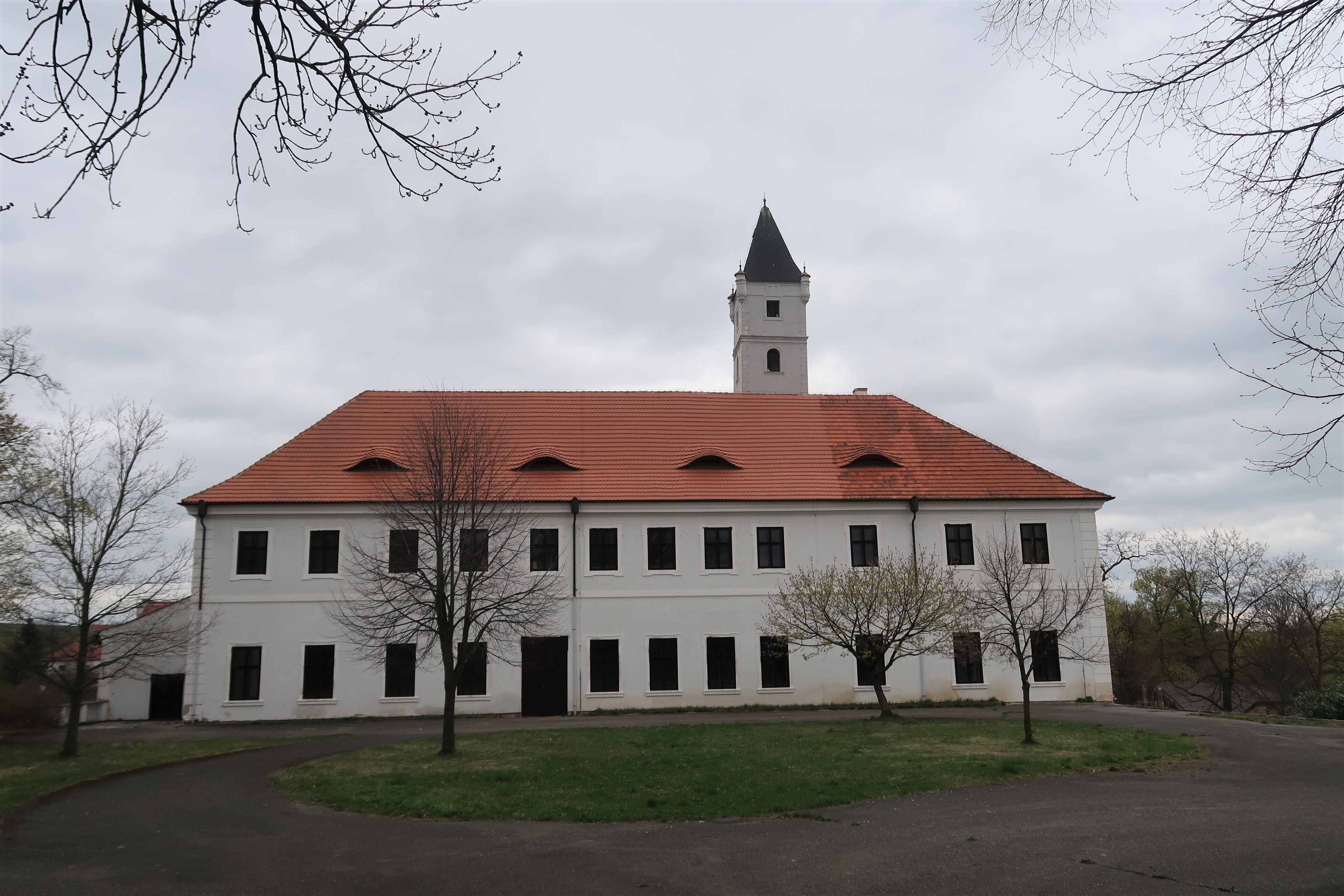
Hlavní budova zámku pohledem od východu
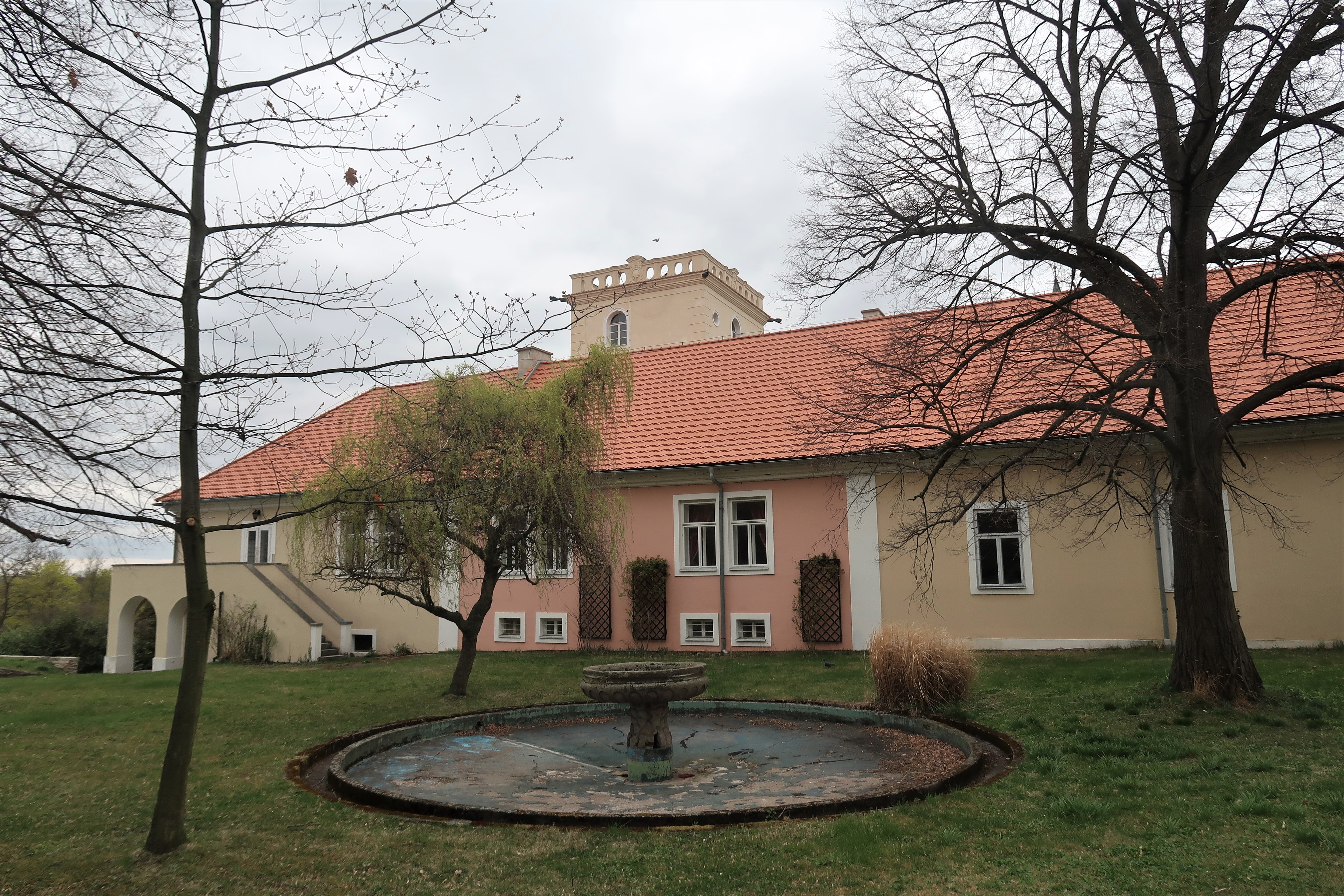
Hospodářské zázemí zámku pohledem od jihu
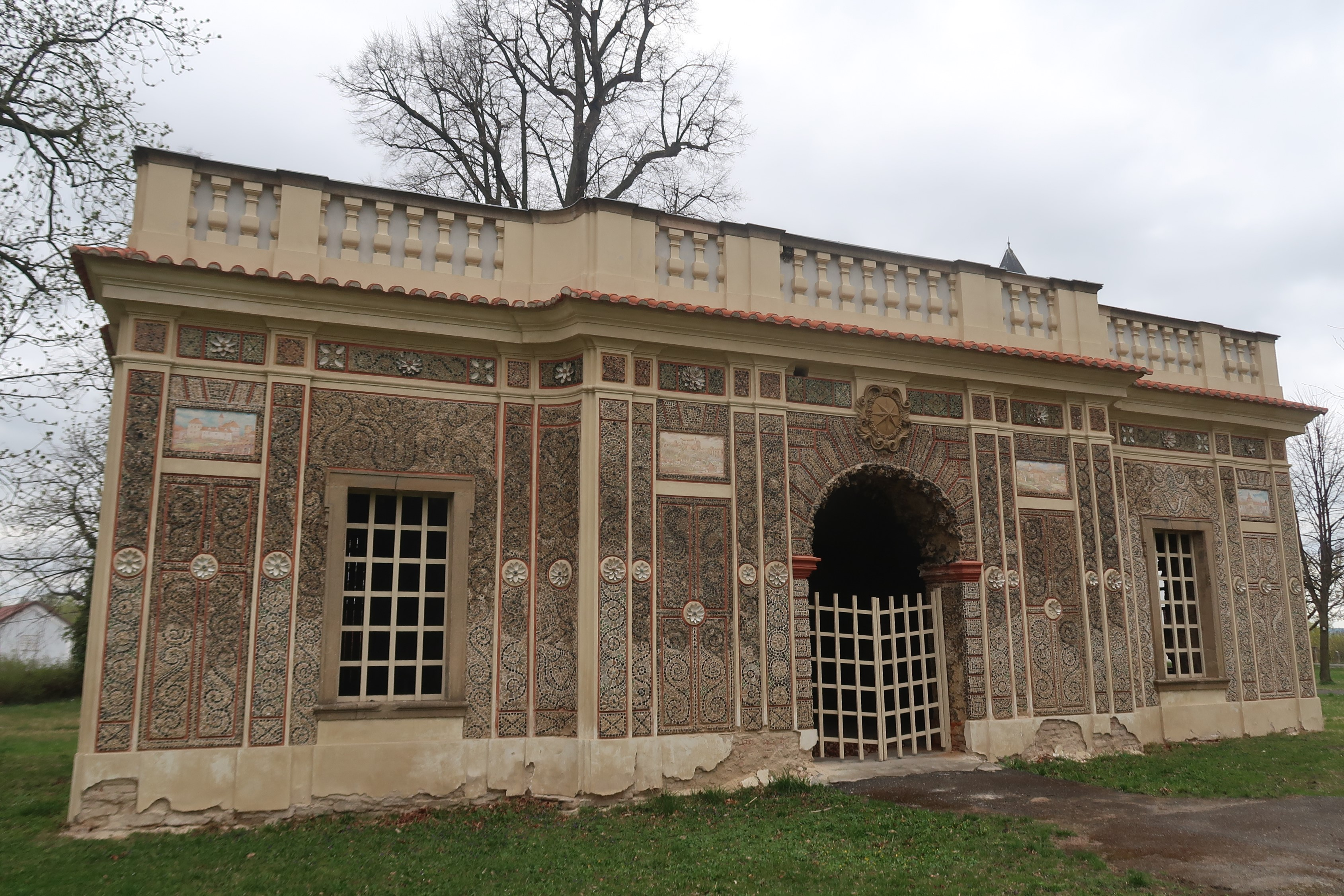
Grotta v zámeckém parku
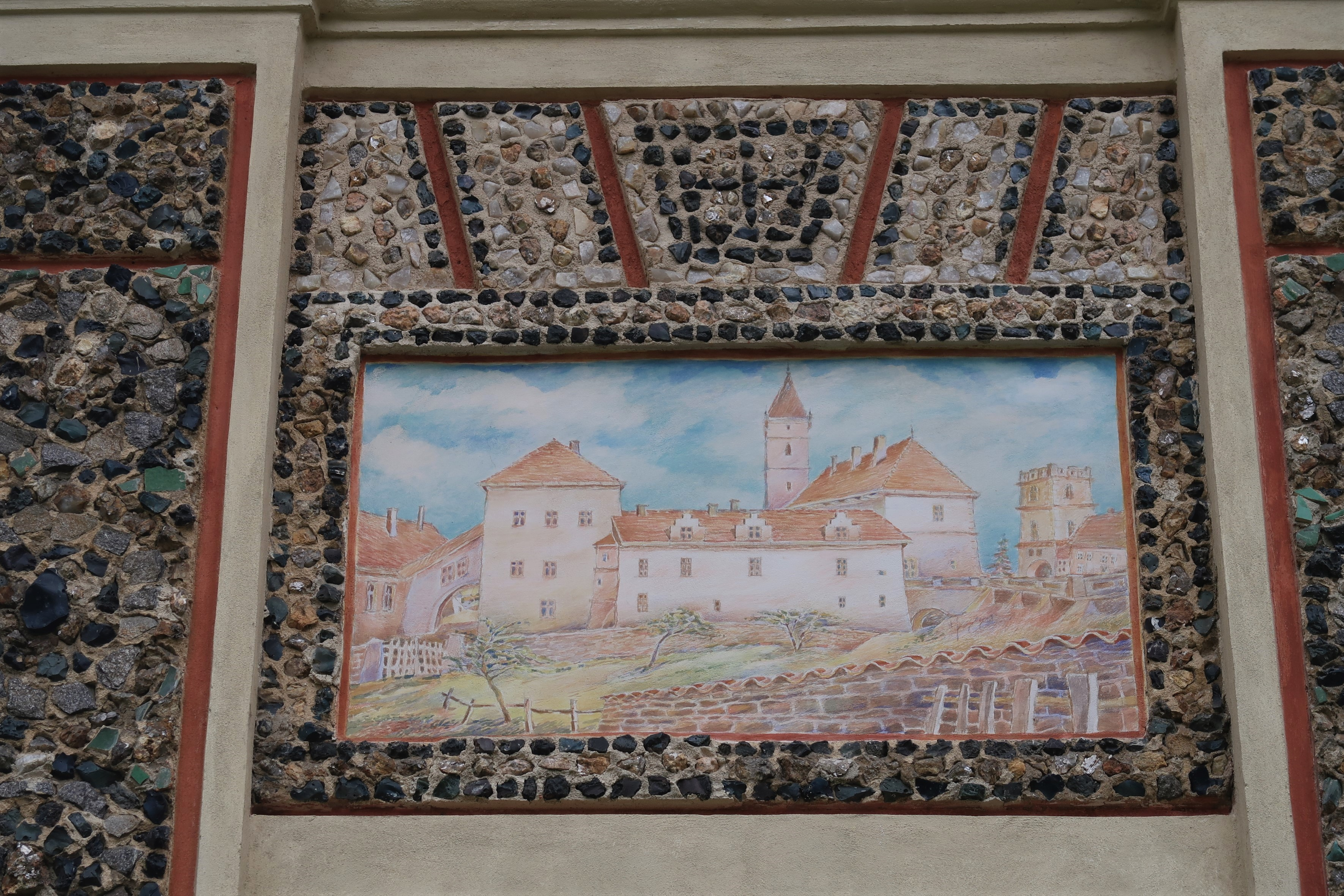
Vyobrazení zámku v mozaice na stěně grotty v parku
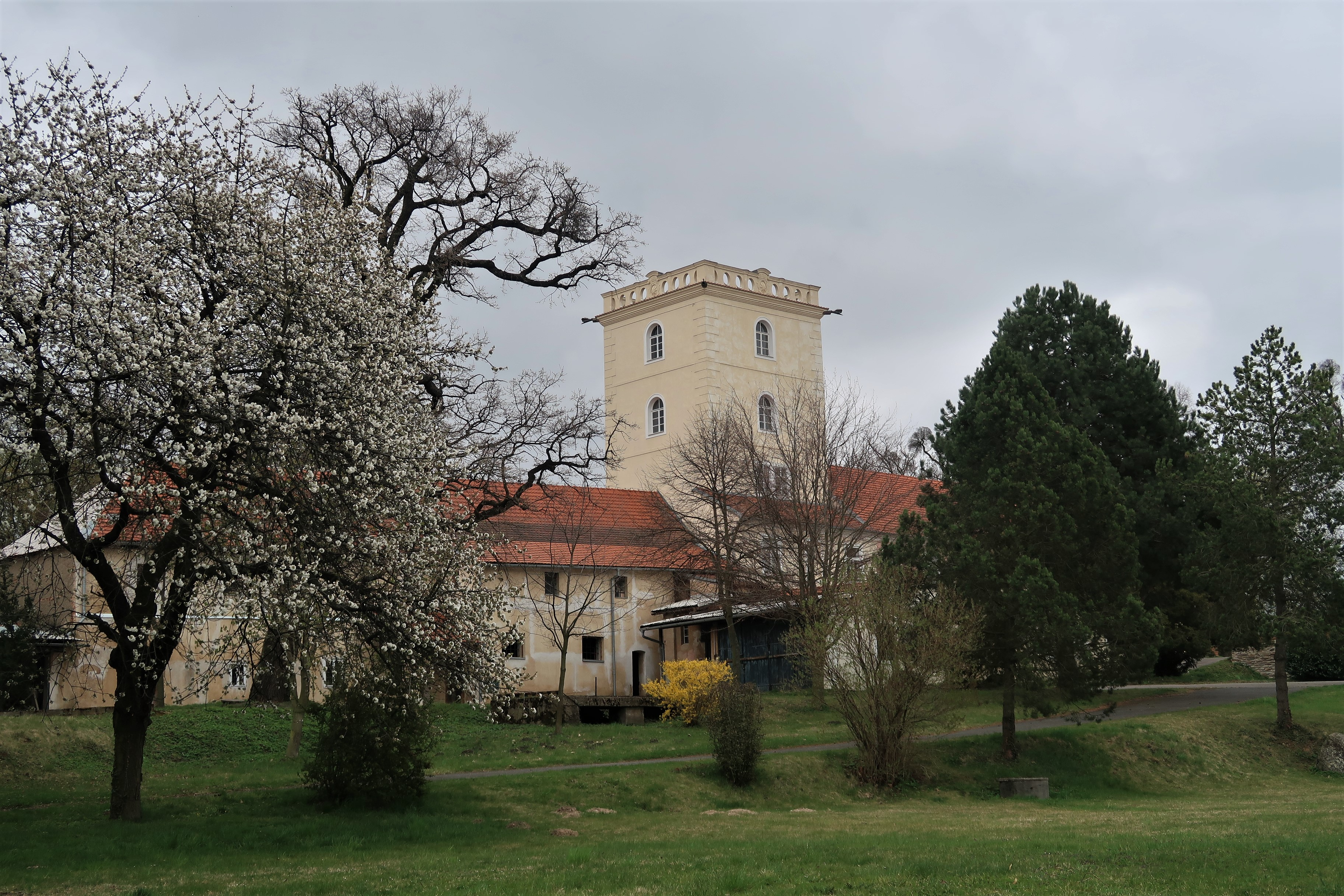
Areál zámku pohledem od severozápadu
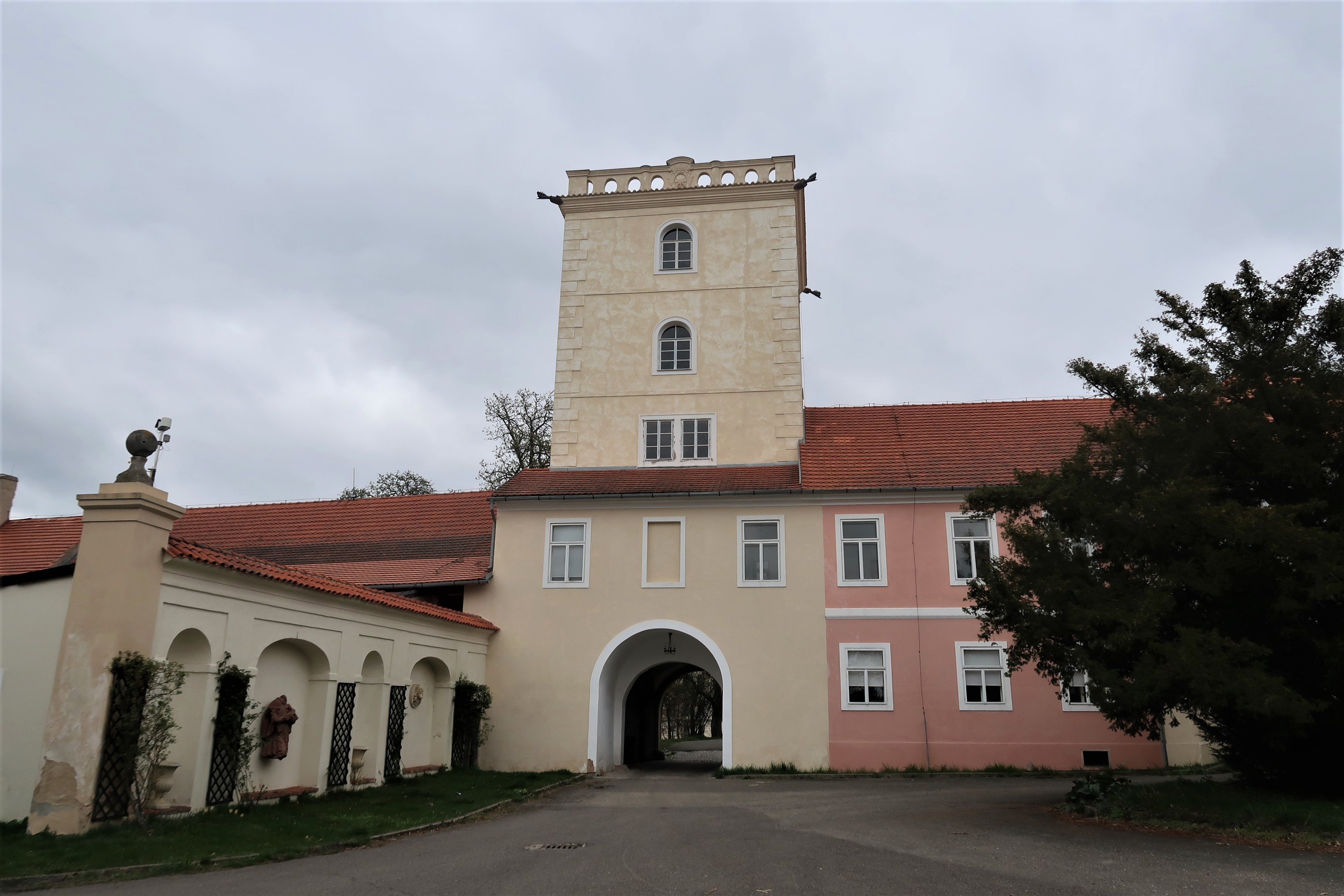
Vstup do areálu pohledem od hlavní budovy zámku